# لمنة قزمية
لمنة قزمية (الاسم العلمي:Lemna perpusilla) هي نوع من النباتات يتبع جنس اللمنة من الفصيلة اللوفية.